# Krishna Mathoera

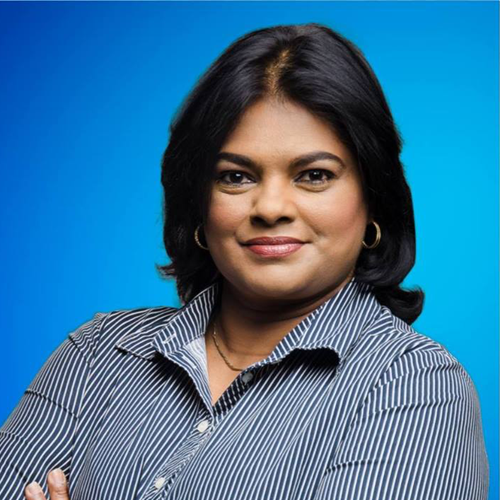
Krishna Mathoera (2020)

Krishnakoemarie „Krishna“ Mathoera (* 23. Mai 1963 in Wanica, Suriname) ist eine surinamische Politikerin (V7) und Polizistin. Sie war von 2015 bis 2020 Abgeordnete für Wanica und ist seit Juli 2020 Verteidigungsministerin des Landes im Kabinett Santokhi.